# Kanada na Zimních olympijských hrách 1932
Kanada se účastnila Zimní olympiády 1932. Zastupovalo ji 42 sportovců (38 mužů a 4 ženy) v 6 sportech.

## Medailisté
| Medaile | Jméno | Sport          | Soutěž           |
| ------- | --- | -------------- | ---------------- |
| Zlato   | William Cockburn Clifford Crowley Albert Duncanson George Garbutt Roy Hinkel Victor Lindquist Norman Malloy Walter Monson Kenneth Moore Romeo Rivers Hack Simpson Hugh Sutherland Stanley Wagner Alston Wise | Lední hokej    | Turnaj mužů      |
| Stříbro | Alexander Hurd | Rychlobruslení | Muži 1 500 m     |
| Bronz   | Montgomery Wilson | Krasobruslení  | Muži jednotlivci |
| Bronz   | Alexander Hurd | Rychlobruslení | Muži 500 m       |
| Bronz   | Willy Logan | Rychlobruslení | Muži 1 500 m     |
| Bronz   | Willy Logan | Rychlobruslení | Muži 5 000 m     |
| Bronz   | Frank Stack | Rychlobruslení | Muži 10 000 m    |